# Caryophyllia quadragenaria
Caryophyllia quadragenaria is een rifkoralensoort uit de familie Caryophylliidae. De wetenschappelijke naam van de soort is voor het eerst geldig gepubliceerd in 1902 door Alfred William Alcock.